# Виноградова Марія Сергіївна
Марія Сергіївна Виногра́дова (рос. Мария Сергеевна Виноградова; *13 липня 1922 — †2 липня 1995) — радянська і російська акторка театру і кіно. Заслужена артистка РРФСР (1987).

## Біографія
Народилася 13 липня 1922 року у місті Наволоки Івановської області.
У 1943 році закінчила акторський факультет ВДІКа (майстерня Г. Л. Рошаля).
З 1943 року — акторка кіностудії «Союздитфільм», де почала зніматися у 1940 році — ще будучи студенткою.
У 1945—1949 і 1952—1991 рр. — акторка Театру-студії кіноактора.
У 1949—1952 рр. — акторка трупи Драматичного театру групи радянських військ у Німеччині.
Основне театральне амплуа акторки — травесті — знайшло застосування у кіно і мультиплікації.
Яскрава характерна і комедійна акторка, одна з найбільш затребуваних акторок радянського і пострадянського кіно: зіграла понад 120 різнопланових ролей (в основному — другого плану та епізодичних), озвучила близько 300 мультфільмів, брала участь у дубляжі зарубіжних кінокартин.
Знімалася в фільмах українських кіностудій.
Померла 2 липня 1995 року в Москві. Похована на Хованському кладовищі, поруч з чоловіком, актором Сергієм Головановим.

## Фільмографія

### Ролі у кіно

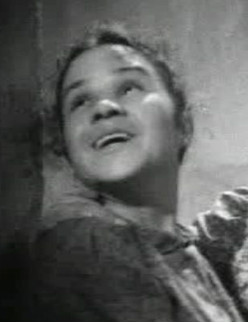
Марія Виноградова у фільмі «Молода гвардія» (1948)

1. 1940 — Сибіряки
2. 1943 — Ми з Уралу — Соня
3. 1944 — Зоя
4. 1948 — Молода гвардія
5. 1953 — Нахлібник
6. 1956 — Вольниця
7. 1957 — Зоряний хлопчик — Зоряний хлопчик
8. 1958 — Добровольці
9. 1960 — Проста історія
10. 1960 — Воскресіння — Хорошавка
11. 1963 — Я крокую по Москві — господиня собаки
12. 1965 — Тридцять три — лікарка
13. 1965 — Дайте книгу скарг — студентка
14. 1966 — Одні
15. 1966 — Чорт з портфелем
16. 1969 — Тренер
17. 1970 — Місто першого кохання
18. 1970 — Чайковський
19. 1970 — Дорога додому
20. 1970 — Опікун — Віра Олександрівна
21. 1973 — Біля цих вікон...
22. 1973 — Калина червона — Зоя
23. 1974 — Ваші права? — Луночкіна
24. 1975 — На край світу…
25. 1975 — Пошехонська старина
26. 1976 — Трин-трава — Паконя
27. 1976 — Остання жертва — Міхеївна
28. 1976 — Сходження — старостиха
29. 1977 — Про Червону Шапочку — третя баба
30. 1977 — Розіграш — Ганна Охрімівна
31. 1977 — Доля — Глаша
32. 1977 — Приїзжа
33. 1977 — Поклич мене в далечінь світлу
34. 1977 — Чарівний голос Джельсоміно — сусідка Джельсоміно
35. 1977 — Службовий роман — технічка
36. 1977 — Четверта висота
37. 1977 — Біда — Клава, буфетниця
38. 1977 — Діалог
39. 1978 — Цілуються зорі
40. 1978 — Хлопчаки
41. 1979 — Недопесок Наполеон III — технічка
42. 1979 — Дружина пішла
43. 1979 — Суєта суєт
44. 1979 — Прийміть телеграму в борг
45. 1979 — Гараж — співробітниця з куркою
46. 1980 — Нікудишня — Тихонша
47. 1980 — З життя відпочивальників — Маргарита Серафимівна (Марго)
48. 1980 — Дами запрошують кавалерів — тітка
49. 1981 — Хочу, щоб він прийшов — Шура
50. 1981 — Від зими до зими
51. 1982 — Знайти і знешкодити — Соловйова
52. 1982 — Не мала баба клопоту
53. 1982 — Грачі — мати Шпаків
54. 1982 — Відкрите серце — Зінаїда, подруга Олександри Іллівни
55. 1983 — Миргород та його мешканці
56. 1983 — Ти мій захват, моє мучіння...
57. 1983 — Обіцяю бути!
58. 1983 — Тут твій фронт — Дарина
59. 1984 — Людина-невидимка — постояльниця в будинку Гріффіна
60. 1984 — Мертві душі — Мавра
61. 1984 — Громадяни всесвіту
62. 1984 — Горобинові ночі
63. 1984 — Сонце в кишені
64. 1984 — Прохіндіада, або Біг на місці
65. 1984 — Дорога до себе — Сіма
66. 1985 — Обережно — Василько!
67. 1985 — Щиро Ваш…
68. 1985 — Лиха біда початок
69. 1985 — Увага! Всім постам ...
70. 1985 — Салон краси — Вірочка
71. 1985 — Сонце в кишені
72. 1986 — Дорогий Едісон! — Технічка
73. 1986 — Родимка
74. 1986 — Дивовижна знахідка, або Самі звичайні чудеса — бабуся Максима
75. 1987 — Позика на шлюб
76. 1987 — Імпровізація на тему біографії
77. 1987 — Літо на пам'ять
78. 1987 — Перекид через голову — продавчиня в магазині
79. 1987 — П'ять листів прощання
80. 1987 — Раз на раз не випадає — старенька на вокзалі
81. 1987 — Нічний екіпаж — вчителька
82. 1988 — Воля Всесвіту — бабуяя
83. 1988 — Двоє і одна
84. 1988 — Цивільний позов
85. 1988 — Дама з папугою — мати Сергія
86. 1988 — Заборонена зона
87. 1988 — Коментар до прохання про помилування — бухгалтер
88. 1988 — Радощі земні — мадам Тиміш
89. 1989 — Пісня, що наводить жах
90. 1989 — Інтердівчинка — медсестра Сергіївна
91. 1989 — Шакали
92. 1989 — Дві стріли. Детектив кам'яного століття — стара
93. 1989 — Смиренний цвинтар
94. 1989 — Аварія — дочка мента — контролерка
95. 1989 — Князь Удача Андрійович
96. 1989 — Процес
97. 1990 — Шапка — Даша
98. 1990 — Комітет Аркадія Хомича
99. 1991 — Метелики — Емма Марківна
100. 1991 — Близьке коло — Федосья
101. 1991 — Гра на мільйони
102. 1991 — Небеса обітовані — старенька
103. 1991 — Нічні забави — Поліна
104. 1992 — Кешка і маг
105. 1991 — Вовкодав — сусідка
106. 1992 — Наш американський Боря
107. 1992 — Гонгофер
108. 1992 — Чорний квадрат
109. 1993 — Пістолет з глушником
110. 1993 — Сам я — Вятський уродженець — Варвара
111. 1993 — Російський регтайм — теща
112. 1993 — Заповіт Сталіна
113. 1993 — Дідусь хороший, але...
114. 1994 — Пів-аркуша паперу
115. 1994 — Поліцейська академія 7: Місія в Москві — старенька з сумкою в Парку Горького
116. 1994 — Життя і незвичайні пригоди солдата Івана Чонкіна — баба Дуня
117. 1994 — Хагі-Траггер — Серафима Іванівна, сусідка Семагіна
118. 1994 — Майстер і Маргарита — Аннушка
119. 1995 — Домовик і мереживниця
120. 1995 — Піонерка Мері Пікфорд
121. 1995 — Саморобна істина
122. 1995 — Трамвай у Москві — кондукторка «Ганнусі»
123. 1996 — Королева Марго — дружина ката та ін.

### Озвучування мультфільмів
- 1955 — Сніговик-поштовик — хлопчик
- 1958 — Спортландія — Митя
- 1959 — Краса ненаглядна
- 1961 — Великі неприємності — дівчинка
- 1961 — Комашко-хвалько — комашко
- 1963 — Свиня-скарбничка — пупс
- 1963 — Три товстуни — Тутті
- 1963 — Жарти
- 1964 — Світлячок № 5 (збірка)
- 1965 — Пригоди коми і крапки — Точка
- 1965 — Ріккі-Тіккі-Таві — хлопчик Абу
- 1965 — Світлячок № 6 (збірка)
- 1966 — Ведмедик і той, хто живе в річці
- 1967 — Паровозик з Ромашкова — піонер
- 1967 — Пісенька в лісі
- 1967 — Казка про золотого півника — золотий півник
- 1968 — Світлячок № 8 (збірка)
- 1969 — В Країні невивчених уроків — Віктор Перестукін
- 1969 — Бобри йдуть по сліду
- 1969 — Корабель-привид — Хаято
- 1972 — «Пригоди Незнайки і його друзів» — Незнайко
- 1973 — «Аврора» — хлопчик у безкозирці
- 1973 — Куди летиш, Вітаре? — Шпак Вітара
- 1973 — Мауглі — Мауглі
- 1973 — Шапка-невидимка — Тимко-лежень
- 1974 — Загадкова планета — зореход Федько
- 1974 — Йшов трамвай десятий номер
- 1975 — Їжачок у тумані — Їжачок
- 1975 — Спадщина чарівника Бахрама — Маша
- 1975 — Горбоконик — Іван
- 1976 — Просто так — Щеня
- 1976 — Стійкий олов'яний солдатик — Олов'яний солдатик
- 1978 — Дід Мороз і сірий вовк — зайченя
- 1978 — Троє з Простоквашино — Дядько Федір
- 1979 — Чарівне кільце — мати Івана, кішка Машка
- 1979-1982 — Вухань і його друзі — Вухань
- 1980 — Мореплавання Солнишкіна — Солнишкін
- 1980 — Канікули в Простоквашино — Дядько Федір
- 1981 — Він попався! — Борсученя
- 1981 — Марія, Мирабела — Квакі
- 1982 — Вірний засіб
- 1982 — Цвіркун
- 1982 — Таємниця жовтого куща — Лисеня
- 1984 — Зима в Простоквашино — Дядько Федір
- 1984 — Казка про царя Салтана — кухарка
- 1985 — Два квитки до Індії — Діма Семенов
- 1986 — Як дід за дощем ходив
- 1988 — Сміх і горе у Біла моря — мати Івана, кішка Машка
- 1988 — Лев і дев'ять гієн — гієна-бабуся
- 1991 — Маленька чаклунка — старенька
- 1992 — Гостя — стара
- 1993 — Чорний плащ — Нашатирка, епізодичні персонажі
- 1993 — Чудеса на віражах — Кіт-Вітрогон
- 1995 — Домовик і мереживниця